# فینال جام در جام اروپا ۱۹۹۶
فینال جام در جام اروپا ۱۹۹۶، رقابت پایانی جام در جام اروپا در سال ۱۹۹۶ میلادی است که مابین دو تیم باشگاه فوتبال پاریس سن ژرمن و باشگاه فوتبال راپیدوین برگزار شده‌است.
این مسابقه که در تاریخ ۸ مه ۱۹۹۶ انجام شده‌است با نتیجه ۱ بر ۰ به سود تیم باشگاه فوتبال پاریس سن ژرمن به پایان رسید.